# Азімов Рустам Содікович
Рустам Содікович Азімов (узб. Rustam Sodiqovich Azimov; нар. 20 вересня 1958, Ташкент, Узбецька РСР) — заступник прем'єр-міністра Республіки Узбекистан з 1 серпня 2000 р., міністр фінансів Республіки Узбекистан з 11 лютого 2005 р. З 8 листопада 2000 по 24 грудня 2002 рр. був міністром макроекономіки і статистики. Був міністром економіки Узбекистану з 22 січня 2003 по 25 липня 2005 рр. Офіційний член Кабінету Міністрів Республіки Узбекистан з 2000 р. Голова Республіканської комісії з реалізації Програми забезпечення сільського населення питною водою і природним газом, голова Урядової комісії з питань банкрутства та санації підприємств, голова Республіканської координаційної ради щодо стимулювання розвитку малого та приватного підприємництва.
Азімов закінчив кілька вузів з яких, Ташкентський державний університет і Ташкентський інститут інженерів іригації і механізації сільського господарства, магістратуру закінчив в Оксфордському університеті.
Почав свою кар'єру з наладчика на заводі «Фотон», потім на різних посадах, таких як комсомольський ватажок, економіст цілинного радгоспу, секретар парткому у Голодному степу, доцент парт школи.
У 1990 р. голова правління банку «Іпак Йулі».
З 1991 по 1998 рр. — голова правління Національного банку зовнішньоекономічної діяльності. Одночасно, з 1992 р. — керуючий ЄБРР — Європейського банку реконструкції та розвитку від Республіки Узбекистан.
З 1998 — міністр фінансів Республіки Узбекистан (11 лютого 2000 р. перезатверджений сесією Олій Мажлісу міністром фінансів).
З 1 серпня 2000 р. — заступник прем'єр-міністра — міністр фінансів Республіки Узбекистан — керівник загальноекономічної комплексу.
З 8 листопада 2000 р. — заступник прем'єр-міністра Республіки Узбекистан — міністр макроекономіки і статистики, і звільнений від обов'язків заступника прем'єр-міністра — міністра фінансів Республіки Узбекистан.
У 2000–2005 рр. — заступник прем'єр-міністра — міністр економіки Республіки Узбекистан — керівником загальноекономічної комплексу.
З 4 лютого по 25 липня 2005 р. — перший заступник прем'єр-міністра — міністр економіки, керівник економічного комплексу і комплексу споживчих товарів і торгівлі.
З 25 липня по 22 листопада 2005 р. — міністр зовнішніх економічних зв'язків, інвестицій і торгівлі Республіки Узбекистан.
З 22 листопада 2005 р. — знову міністр фінансів Республіки Узбекистан.
З 29 грудня 2007 р. — перший заступник голови Кабінету міністрів — міністр фінансів, керівник Комплексу економіки і зовнішніх економічних зв'язків.
З 2001 р. голова Республіканської комісії з реалізації Програми забезпечення сільського населення питною водою і природним газом.
З 2001 р. голова Урядової комісії з питань банкрутства та санації підприємств.
З 2001 р. голова Республіканської координаційної ради щодо стимулювання розвитку малого та приватного підприємництва.